# Norwegischer Fußballpokal der Männer 2013
Der norwegische Fußballpokal 2013 (kurz auch NM-Cup 2013 genannt) war die 108. Austragung des Fußballpokalwettbewerbs der Männer. Der Wettbewerb begann mit zwei Qualifikationsrunden am 17. März und 1. April und endete am 24. November mit dem Finale. Pokalsieger wurde der Molde FK. Titelverteidiger war der IL Hødd.
Der Pokalsieger erhielt das Startrecht in der 2. Qualifikationsrunde der UEFA Europa League 2014/15.

## Modus und Kalender
Der Wettbewerb begann im März mit der ersten Qualifikationsrunde. An dieser durften alle Vereine der vierten und fünften Spielklasse des norwegischen Fußballverbandes Norges Fotballforbund (NFF) teilnehmen, die ein bestimmtes Leistungsniveau hatten und ein angemessenes Spielfeld besaßen. Die 96 Gewinner spielten im April in einer zweiten Qualifikationsrunde gegeneinander um die Teilnehmer an den Hauptrunden.
Zu den 48 Gewinnern der Qualifikation stießen in der ersten Hauptrunde die 80 Vereine der drei höchsten norwegischen Spielklassen: der Tippeligaen, der 1. Division und der Oddsenligaen. Es folgten noch drei weitere Hauptrunden, das Viertelfinale, das Halbfinale und schließlich im November das Finale. Das Finalspiel findet seit 1948 im Osloer Ullevaal-Stadion statt.
| Runde                  | Datum                      | Spiele | Vereine   | Neueinstiege |
| ---------------------- | -------------------------- | ------ | --------- | ------------ |
| 1. Qualifikationsrunde | 17. März 2013              | 96     | 272 → 176 | 192          |
| 2. Qualifikationsrunde | 1. April 2013              | 48     | 176 → 128 | –            |
| 1. Runde               | 16. bis 18. April 2013     | 64     | 128 → 64  | 80           |
| 2. Runde               | 1. bis 2. Mai 2013         | 32     | 64 → 32   | –            |
| 3. Runde               | 29. bis 30. Mai 2013       | 16     | 32 → 16   | –            |
| 4. Runde               | 19. bis 26. Juni 2013      | 8      | 16 → 8    | –            |
| Viertelfinale          | 3. bis 4. Juli 2013        | 4      | 8 → 4     | –            |
| Halbfinale             | 25. bis 26. September 2013 | 2      | 4 → 2     | –            |
| Finale                 | 24. November 2013          | 1      | 2 → 1     | –            |

## 1. Runde
| Datum      |                      | Ergebnis              |                     |
| ---------- | -------------------- | --------------------- | ------------------- |
| 16.04.2013 | FK Vigør             | 0:2                   | Start Kristiansand  |
|            | Frigg Oslo FK        | 1:6                   | Vålerenga Oslo      |
| 17.04.2013 | Kirkenes IF          | 1:8                   | Tromsø IL           |
|            | SK Sprint-Jeløy      | 0:2                   | Moss FK             |
|            | Ålgård FK            | 5:5 n. V. (3:4 i. E.) | Egersunds IK        |
|            | Avaldsnes IL         | 1:7                   | Sandnes Ulf         |
|            | Bærum SK             | 3:1                   | FC Oslo City        |
|            | IF Birkebeineren     | 1:0                   | Valdres FK          |
|            | Bossekop UL          | 1:4                   | Alta IF             |
|            | Brattvåg IL          | 1:4                   | IL Hødd             |
|            | IL Brodd             | 2:5                   | FK Haugesund        |
|            | Brumunddal Fotball   | 0:2                   | Elverum Fotball     |
|            | Buvik IL             | 00:11                 | Rosenborg Trondheim |
|            | Drøbak/Frogn IL      | 2:3                   | Follo Fotball       |
|            | Elnesvågen/Omegn IL  | 0:5                   | Molde FK            |
|            | Flekkefjord FK       | 5:0                   | Lyngdal IL          |
|            | Førde IL             | 1:2                   | Florø SK            |
|            | Grorud IL            | 2:2 n. V. (4:1 i. E.) | Gjøvik FF           |
|            | Hallingdal FK        | 00:11                 | Strømsgodset IF     |
|            | Hauerseter SK        | 0:6                   | Ham-Kam             |
|            | Holmen IF            | 0:3                   | Hønefoss BK         |
|            | TIL Hovding          | 00:14                 | Brann Bergen        |
|            | Husøy & Føynland IF  | 0:5                   | Odds BK             |
|            | KIL-Hemne Fotball    | 0:1                   | Ranheim Fotball     |
|            | Kopervik IL          | 0:5                   | Bryne FK            |
|            | KFUM Oslo            | 1:0                   | Fram Larvik         |
|            | Kråkerøy IF          | 1:6                   | Fredrikstad FK      |
|            | Kvik Halden FK       | 2:0                   | Askim FK            |
|            | Larsnes/Gursken FK   | 0:5                   | Aalesunds FK        |
|            | SF Grei              | 0:5                   | Kjelsås Fotball     |
|            | Lyn Oslo             | 3:1 n. V.             | Eidsvold TF         |
|            | Nesodden IF          | 0:3                   | Kongsvinger IL      |
|            | Nest-Sotra Fotball   | 4:1                   | Sotra FK            |
|            | Nybergsund IL-Trysil | 3:1 n. V.             | Tynset IF           |
|            | Notodden FK          | 0:2                   | Asker Fotball       |
|            | Oppsal IF            | 1:7                   | Ullensaker/Kisa IL  |
|            | FK Ørn-Horten        | 0:5                   | Stabæk Fotball      |
|            | Ottestad IL          | 0:4                   | Strømmen IF         |
|            | Øystese IL           | 3:2                   | Arna-Bjørnar        |
|            | Pors Grenland        | 2:1 n. V.             | Arendal Fotball     |
|            | Skedsmo FK           | 0:4                   | Lillestrøm SK       |
|            | Solberg SK           | 00:10                 | Mjøndalen IF        |
|            | FK Sparta Sarpsborg  | 0:3                   | Sarpsborg 08 FF     |
|            | Stavanger IF         | 0:5                   | SK Vard Haugesund   |
|            | FK Tønsberg          | 1:1 n. V. (4:2 i. E.) | Østsiden IL         |
|            | Tornado Måløy        | 0:4                   | Sogndal Fotball     |
|            | Tromsdalen UIL       | 1:0 n. V.             | IF Skarp            |
|            | Ullern IF            | 2:1 n. V.             | Lørenskog IF        |
|            | Vadmyra IL           | 2:3                   | Åsane Fotball       |
|            | Vaulen IL            | 0:4                   | Viking Stavanger    |
|            | FK Vidar             | 4:3                   | Staal Jørpeland IL  |
|            | FK Mjølner           | 1:5                   | Harstad IL          |
|            | IF Fløya             | 1:0                   | FK Senja            |
| 18.04.2013 | IK Junkeren          | 3:7                   | FK Bodø/Glimt       |
|            | Byåsen Toppfotball   | 1:0                   | IL Stjørdals-Blink  |
|            | FK Fyllingsdalen     | 2:2 n. V. (5:4 i. E.) | Fana IL             |
|            | SK Herd              | 2:2 n. V. (1:4 i. E.) | Kristiansund BK     |
|            | Herkules IF          | 0:3                   | Sandefjord Fotball  |
|            | Levanger FK          | 1:0                   | Mo IL               |
|            | Raufoss IL           | 5:4 n. V.             | Fjellhamar FK       |
|            | Tiller IL            | 3:2                   | Nardo FK            |
|            | SK Træff             | 3:1                   | Skarbøvik IF        |
|            | Vindbjart FK         | 3:3 n. V. (5:3 i. E.) | FK Donn             |
|            | Steinkjer FK         | 0:7                   | Strindheim IL       |

## 2. Runde
| Datum      |                    | Ergebnis              |                      |
| ---------- | ------------------ | --------------------- | -------------------- |
| 01.05.2013 | Strømmen IF        | 2:3                   | Alta IF              |
|            | Tiller IL          | 3:4                   | Ranheim Fotball      |
|            | Ullensaker/Kisa IL | 2:0                   | Tromsdalen UIL       |
|            | Kvik Halden FK     | 1:0                   | Sarpsborg 08 FF      |
|            | Follo Fotball      | 2:1 n. V.             | Bærum SK             |
|            | Kjelsås Fotball    | 3:4                   | Stabæk Fotball       |
|            | Ullern IF          | 1:8                   | Vålerenga Oslo       |
|            | Asker Fotball      | 2:1                   | Strømsgodset IF      |
|            | Kongsvinger IL     | 1:1 n. V. (5:3 i. E.) | Raufoss IL           |
|            | Elverum Fotball    | 1:0                   | Nybergsund IL-Trysil |
|            | Ham-Kam            | 3:1                   | KFUM Oslo            |
|            | IF Birkebeineren   | 1:1 n. V. (2:4 i. E.) | Hønefoss BK          |
|            | Sandefjord Fotball | 2:0                   | FK Tønsberg          |
|            | Pors Grenland      | 1:2 n. V.             | Odds BK              |
|            | Flekkefjord FK     | 2:0                   | Sandnes Ulf          |
|            | Egersunds IK       | 2:3                   | Start Kristiansand   |
|            | Bryne FK           | 3:0                   | Vindbjart FK         |
|            | FK Vidar           | 0:3                   | Viking Stavanger     |
|            | Øystese IL         | 1:6                   | Brann Bergen         |
|            | Nest-Sotra Fotball | 2:4                   | FK Haugesund         |
|            | Åsane Fotball      | 0:1                   | IL Hødd              |
|            | Florø SK           | 0:5                   | Aalesunds FK         |
|            | SK Træff           | 3:3 n. V. (4:5 i. E.) | Sogndal Fotball      |
|            | Strindheim IL      | 0:5                   | Rosenborg Trondheim  |
|            | Harstad IL         | 1:2 n. V.             | FK Bodø/Glimt        |
|            | IF Fløya           | 2:3                   | Tromsø IL            |
| 02.05.2013 | Levanger FK        | 4:2 n. V.             | Kristiansund BK      |
|            | Moss FK            | 0:2                   | Fredrikstad FK       |
|            | Mjøndalen IF       | 2:1 n. V.             | Lyn Oslo             |
|            | SK Vard Haugesund  | 1:0                   | FK Fyllingsdalen     |
|            | Byåsen Toppfotball | 1:5                   | Molde FK             |
|            | Grorud IL          | 2:4 n. V.             | Lillestrøm SK        |

## 3. Runde
| Datum      |                   | Ergebnis              |                     |
| ---------- | ----------------- | --------------------- | ------------------- |
| 29.05.2013 | FK Bodø/Glimt     | 2:0                   | Elverum Fotball     |
|            | Alta IF           | 2:1                   | Hønefoss BK         |
|            | Asker Fotball     | 2:3                   | Vålerenga Oslo      |
|            | Brann Bergen      | 1:2                   | Mjøndalen IF        |
|            | IL Hødd           | 2:2 n. V. (4:5 i. E.) | Molde FK            |
|            | Kvik Halden FK    | 0:2                   | Lillestrøm SK       |
|            | Levanger FK       | 1:4                   | Rosenborg Trondheim |
|            | Odds BK           | 2:0                   | Sandefjord Fotball  |
|            | Ranheim Fotball   | 4:2 n. V.             | Aalesunds FK        |
|            | Sogndal Fotball   | 4:3                   | Ullensaker/Kisa IL  |
|            | Tromsø IL         | 3:1                   | Follo Fotball       |
|            | SK Vard Haugesund | 2:5                   | FK Haugesund        |
|            | Viking Stavanger  | 2:4                   | Bryne FK            |
| 30.05.2013 | Flekkerøy IL      | 1:2                   | Start Kristiansand  |
|            | Kongsvinger IL    | 0:1                   | Ham-Kam             |
|            | Stabæk Fotball    | 3:1                   | Fredrikstad FK      |

## Achtelfinale
| Datum      |                     | Ergebnis |                 |
| ---------- | ------------------- | -------- | --------------- |
| 19.06.2013 | Start Kristiansand  | 2:1      | Stabæk Fotball  |
|            | Lillestrøm SK       | 2:0      | Bryne FK        |
|            | Molde FK            | 6:0      | Ranheim Fotball |
|            | FK Bodø/Glimt       | 2:1      | Odds BK         |
|            | FK Haugesund        | 4:3      | Alta IF         |
|            | Rosenborg Trondheim | 2:1      | Tromsø IL       |
|            | Mjøndalen IF        | 3:2      | Ham-Kam         |
| 26.06.2013 | Vålerenga Oslo      | 3:1      | Sogndal Fotball |

## Viertelfinale
| Datum      |                     | Ergebnis              |                |
| ---------- | ------------------- | --------------------- | -------------- |
| 03.07.2013 | FK Haugesund        | 1:1 n. V. (5:3 i. E.) | FK Bodø/Glimt  |
|            | Molde FK            | 2:0                   | Mjøndalen IF   |
| 04.07.2013 | Start Kristiansand  | 0:1                   | Lillestrøm SK  |
| 21.08.2013 | Rosenborg Trondheim | 2:1                   | Vålerenga Oslo |

## Halbfinale
| Datum      |                     | Ergebnis              |              |
| ---------- | ------------------- | --------------------- | ------------ |
| 25.09.2013 | Rosenborg Trondheim | 2:1                   | FK Haugesund |
| 26.09.2013 | Lillestrøm SK       | 2:2 n. V. (4:5 i. E.) | Molde FK     |

## Finale
| Molde FK                                                      | Molde FK | Rosenborg Trondheim | Rosenborg Trondheim |
| ------------------------------------------------------------- | --- | --- | ------------------- |
| Molde FK                                                      | \| Finale \| \| 24. November 2013 um 13:15 Uhr MEZ in Oslo (Ullevaal-Stadion) \| \| Ergebnis: 4:2 (1:1) \| \| Zuschauer: 24.824 \| \| Schiedsrichter: Svein Oddvar Moen \| \| Spielbericht \|                                                                                           | \| Finale \| \| 24. November 2013 um 13:15 Uhr MEZ in Oslo (Ullevaal-Stadion) \| \| Ergebnis: 4:2 (1:1) \| \| Zuschauer: 24.824 \| \| Schiedsrichter: Svein Oddvar Moen \| \| Spielbericht \|                                                                           | Rosenborg Trondheim |
| Molde FK                                                      | Ørjan Nyland – Martin Linnes, Even Hovland , Vegard Forren, Knut Olav Rindarøy – Magne Hoseth, Emmanuel Ekpo, Mattias Moström (53. Mats Møller Dæhli), Jo Inge Berget – Daniel Chima (89. Daniel Berg Hestad), Fredrik Gulbrandsen (86. Tommy Høiland) Cheftrainer: Ole Gunnar Solskjær | Daniel Örlund – Jon Inge Høiland (84. Cristian Gamboa), Stefan Strandberg, Tore Reginiussen , Jørgen Skjelvik – Ole Kristian Selnæs (75. Nicki Bille Nielsen), Mix Diskerud, Tobias Mikkelsen, Mike Jensen – Jonas Svensson, John Chibuike Cheftrainer: Per Joar Hansen | Rosenborg Trondheim |
| Molde FK                                                      | 1:0 Knut Olav Rindarøy (16.) 2:2 Jo Inge Berget (71.) 3:2 Magne Hoseth (82.) 4:2 Tommy Høiland (90.) | 1:1 Mix Diskerud (17.) 1:2 Tore Reginiussen (49.) | Rosenborg Trondheim |
| Molde FK                                                      | Even Hovland (51.), Emmanuel Ekpo (55.) | Jon Inge Høiland (25.), Ole Kristian Selnæs (30.), John Chibuike (33.), Mike Jensen (86.) | Rosenborg Trondheim |
| Finale                                                        | | |                     |
| 24. November 2013 um 13:15 Uhr MEZ in Oslo (Ullevaal-Stadion) | | |                     |
| Ergebnis: 4:2 (1:1)                                           | | |                     |
| Zuschauer: 24.824                                             | | |                     |
| Schiedsrichter: Svein Oddvar Moen                             | | |                     |
| Spielbericht                                                  | | |                     |